# Parque nacional de Rakiura
El Parque nacional de Rakiura es un espacio protegido con el estatus de parque y reserva natural ubicado en la Isla Stewart / Rakiura, Nueva Zelanda. Es el parque nacional número 14 de Nueva Zelanda y fue establecido oficialmente el 9 de marzo de 2002. Cubre 1.570 km ², que es aproximadamente el 85% de la isla de Stewart, la tercera más grande de Nueva Zelanda. El área del parque no incluye el área del municipio alrededor de la bahía de Halfmoon  (Oban) y algunas carreteras, así como algunas tierras privadas o de propiedad de los maoríes en el interior. Se compone de una red de reservas naturales, reservas escénicas y áreas de bosques estatales .